# Lijst van brutoformules H04
Dit lemma is onderdeel van de lijst van brutoformules. Dit lemma behandelt de brutoformules van 4 waterstofatomen.

## H4Al
| Brutoformule                               | Gewone formule                                         | Naam                                    |
| ------------------------------------------ | ------------------------------------------------------ | --------------------------------------- |
| {\displaystyle {\ce {H4Al^{-}}}}           | {\displaystyle {\ce {AlH4^{-}}}}                       | Tetrahydroaluminaat                     |
| {\displaystyle {\ce {H4AlF4O2Sr}}}         | {\displaystyle {\ce {Sr[AlF4(OH)(H2O)]}}}              | Acuminiet                               |
| {\displaystyle {\ce {H4AlLi}}}             | {\displaystyle {\ce {LiAlH4}}}                         | Lithiumaluminiumhydride ~ als hydride   |
| {\displaystyle {\ce {H4AlNO8S2}}}          | {\displaystyle {\ce {(NH4)Al(SO4)2}}}                  | Aluminiumammoniumsulfaat                |
| {\displaystyle {\ce {H4AlNO8Si3}}}         | {\displaystyle {\ce {(NH4)Al(Si3O8)}}}                 | Buddingtoniet                           |
| {\displaystyle {\ce {H4AlNa}}}             | {\displaystyle {\ce {NaAlH4}}}                         | Natriumaluminiumhydride                 |
| {\displaystyle {\ce {H4AlO4}}}             | {\displaystyle {\ce {Al(OH)4}}}—                       | Aluminaat-ion                           |
| {\displaystyle {\ce {H4Al2CaO10Si}}}       | {\displaystyle {\ce {CaAl2Si2O7(OH)2.H2O}}}            | Natroliet                               |
| {\displaystyle {\ce {H4Al2Na2O12Si3}}}     | {\displaystyle {\ce {Na2Al2Si3O10.2H2O}}}              | Lawsoniet                               |
| {\displaystyle {\ce {H4Al2O9Si2}}}         | {\displaystyle {\ce {Al2Si2O5(OH)4}}}                  | Dickiet; Halloysiet; Kaoliniet; Nacriet |
| {\displaystyle {\ce {H4Al4Ca10Mg2O38Si9}}} | {\displaystyle {\ce {Ca10Mg2Al4(Si2O7)2(SiO4)5(OH)4}}} | Vesuvianiet                             |
| {\displaystyle {\ce {H4Al6B3MgNaO31Si6}}}  | {\displaystyle {\ce {NaMgAl6(BO3)3Si6O18(OH)4}}}       | Draviet                                 |

## H4As
| Brutoformule                     | Gewone formule                      | Naam                     |
| -------------------------------- | ----------------------------------- | ------------------------ |
| {\displaystyle {\ce {H4AsFeO6}}} | {\displaystyle {\ce {FeAsO4.2H2O}}} | Scorodiet ~ als Arsenaat |

## H4B
| Brutoformule                      | Gewone formule                      | Naam                                               |
| --------------------------------- | ----------------------------------- | -------------------------------------------------- |
| {\displaystyle {\ce {H4B}}}       | {\displaystyle {\ce {BH4^{-}}}}     | Tetrahydroboraat(III)                              |
| {\displaystyle {\ce {H4BLi}}}     | {\displaystyle {\ce {LiBH4}}}       | Lithiumboorhydride                                 |
| {\displaystyle {\ce {H4BNa}}}     | {\displaystyle {\ce {NaBH4}}}       | Natriumboorhydride ~ Ook wel: natriumborohydride   |
| {\displaystyle {\ce {H4B2Na2O8}}} | {\displaystyle {\ce {Na2(H4B2O8)}}} | Dinatriumperboraat ~ als vorm van natriumperboraat |

## H4Br
| Brutoformule                  | Gewone formule                | Naam                                                 |
| ----------------------------- | ----------------------------- | ---------------------------------------------------- |
| {\displaystyle {\ce {H4BrN}}} | {\displaystyle {\ce {NH4Br}}} | Ammoniumbromide Vlamvertrager, Ammoniumbromide als ~ |

## H4Ca
| Brutoformule                           | Gewone formule                            | Naam     |
| -------------------------------------- | ----------------------------------------- | -------- |
| {\displaystyle {\ce {H4CaO6S}}}        | {\displaystyle {\ce {CaSO4.2H2O}}}        | Seleniet |
| {\displaystyle {\ce {H4CaO7Si2}}}      | {\displaystyle {\ce {CaSi2O5.2H2O}}}      | Okeniet  |
| {\displaystyle {\ce {H4Ca2Cu2O12Si3}}} | {\displaystyle {\ce {Ca2Cu2Si3O10.2H2O}}} | Kinoiet  |

## H4Cl
| Brutoformule                     | Gewone formule                     | Naam                                                  |
| -------------------------------- | ---------------------------------- | ----------------------------------------------------- |
| {\displaystyle {\ce {H4ClN}}}    | {\displaystyle {\ce {NH4Cl}}}      | Ammoniumchloride ~ Ook: Salmiak                       |
| {\displaystyle {\ce {H4ClNO}}}   | {\displaystyle {\ce {HONH3Cl}}}    | Hydroxylammoniumchloride                              |
| {\displaystyle {\ce {H4ClNO4}}}  | {\displaystyle {\ce {NH4ClO4}}}    | Ammoniumperchloraat ~ als perchloraat                 |
| {\displaystyle {\ce {H4ClO2Ra}}} | {\displaystyle {\ce {RaCl2.2H2O}}} | Radiumchloridedihydraat ~ als vorm van Radiumchloride |

## H4Co
| Brutoformule                     | Gewone formule                     | Naam                  |
| -------------------------------- | ---------------------------------- | --------------------- |
| {\displaystyle {\ce {H4CoNO4P}}} | {\displaystyle {\ce {Co(NH4)PO4}}} | Kobaltammoniumfosfaat |

## H4F
| Brutoformule                   | Gewone formule                 | Naam                     |
| ------------------------------ | ------------------------------ | ------------------------ |
| {\displaystyle {\ce {H4FN}}}   | {\displaystyle {\ce {NH4F}}}   | Ammoniumfluoride         |
| {\displaystyle {\ce {H4F6NP}}} | {\displaystyle {\ce {NH4PF6}}} | Ammoniumhexafluorfosfaat |

## H4Ge
| Brutoformule                 | Gewone formule               | Naam    |
| ---------------------------- | ---------------------------- | ------- |
| {\displaystyle {\ce {H4Ge}}} | {\displaystyle {\ce {GeH4}}} | Germaan |

## H4I
| Brutoformule                   | Gewone formule                 | Naam                                           |
| ------------------------------ | ------------------------------ | ---------------------------------------------- |
| {\displaystyle {\ce {H4IN}}}   | {\displaystyle {\ce {NH4I}}}   | Ammoniumjodide                                 |
| {\displaystyle {\ce {H4LiIn}}} | {\displaystyle {\ce {LiInH4}}} | Lithiumindiumhydride ~ uit Indium(III)chloride |

## H4La
| Brutoformule                          | Gewone formule                               | Naam                         |
| ------------------------------------- | -------------------------------------------- | ---------------------------- |
| {\displaystyle {\ce {H4LaNa3O17Si6}}} | {\displaystyle {\ce {Na3La[Si6O15].2(H2O)}}} | Sazhinite-(La) ~ als Dalyiet |

## H4Mg
| Brutoformule                       | Gewone formule                        | Naam                                                                    |
| ---------------------------------- | ------------------------------------- | ----------------------------------------------------------------------- |
| {\displaystyle {\ce {H4MgNO4P}}}   | {\displaystyle {\ce {(NH4)MgPO4}}}    | Ammoniummagnesiumfosfaat ~ in Struviet                                  |
| {\displaystyle {\ce {H4Mg3O9Si2}}} | {\displaystyle {\ce {Mg3Si2O5(OH)4}}} | Chrysotiel ~ International Chemical Safety Card: 0013 ~ vorm van asbest |

## H4Mn
| Brutoformule                      | Gewone formule                           | Naam         |
| --------------------------------- | ---------------------------------------- | ------------ |
| {\displaystyle {\ce {H4Mn2O6Si}}} | {\displaystyle {\ce {Mn2SiO3(OH)2.H2O}}} | Nchwaningiet |

## H4Mo
| Brutoformule                      | Gewone formule                       | Naam                                             |
| --------------------------------- | ------------------------------------ | ------------------------------------------------ |
| {\displaystyle {\ce {H4MoNa2O6}}} | {\displaystyle {\ce {Na2MoO4.2H2O}}} | Natriummolybdaatdihydraat ~ als natriummolybdaat |

## H4N
| Brutoformule                      | Gewone formule                        | Naam                                                                         |
| --------------------------------- | ------------------------------------- | ---------------------------------------------------------------------------- |
| {\displaystyle {\ce {H4N}}}       | {\displaystyle {\ce {NH4}}}+          | Ammonium                                                                     |
| {\displaystyle {\ce {H4NO3V}}}    | {\displaystyle {\ce {NH4VO3}}}        | Ammoniummetavanadaat                                                         |
| {\displaystyle {\ce {H4NO4Re}}}   | {\displaystyle {\ce {NH4ReO4}}}       | Ammoniumperrenaat                                                            |
| {\displaystyle {\ce {H4NO4Tc}}}   | {\displaystyle {\ce {NH4TcO4}}}       | Ammoniumpertechnaat ~ als toepassing van technetium                          |
| {\displaystyle {\ce {H4N2}}}      | {\displaystyle {\ce {H2NNH2}}}        | Hydrazine                                                                    |
| {\displaystyle {\ce {H4N2O3}}}    | {\displaystyle {\ce {NH4NO3}}}        | Ammoniumnitraat ~ en oploswarmte ~ in ANFO, ANNM, astrolite, amatol, ammonal |
| {\displaystyle {\ce {H4N3O11Rh}}} | {\displaystyle {\ce {Rh(NO3)3.2H2O}}} | Rodium(III)nitraatdihydraat ~ als Rodium(III)nitraat                         |
| {\displaystyle {\ce {H4N4}}}      | {\displaystyle {\ce {NH4N3}}}         | Ammoniumazide ~ uit diazeen                                                  |

## H4Na
| Brutoformule                      | Gewone formule                      | Naam                                               |
| --------------------------------- | ----------------------------------- | -------------------------------------------------- |
| {\displaystyle {\ce {H4Na2O6W}}}  | {\displaystyle {\ce {Na2WO4.2H2O}}} | Natriumwolframaatdihydraat ~ als natriumwolframaat |
| {\displaystyle {\ce {H4Na2O4Zn}}} | {\displaystyle {\ce {Na2Zn(OH)4}}}  | Natriumzinkaat                                     |

## H4O
| Brutoformule                        | Gewone formule                            | Naam                                 |
| ----------------------------------- | ----------------------------------------- | ------------------------------------ |
| {\displaystyle {\ce {H4O4Si}}}      | {\displaystyle {\ce {H4SiO4}}}            | Orthosiliciumzuur ~ als Kiezelzuur   |
| {\displaystyle {\ce {H4O4Ti}}}      | {\displaystyle {\ce {H4TiO4}}}            | Orthotitaanzuur ~ als titanaat       |
| {\displaystyle {\ce {H4O4Ti}}}      | {\displaystyle {\ce {H4TiO4}}}            | Titaan(IV)hydroxide ~ als titanaat   |
| {\displaystyle {\ce {H4O6Xe}}}      | {\displaystyle {\ce {H4XeO6}}}            | Perxenonzuur ~ als edelgasverbinding |
| {\displaystyle {\ce {H4O6P2}}}      | {\displaystyle {\ce {H4P2O6}}}            | Hypofosforzuur                       |
| {\displaystyle {\ce {H4O7P2}}}      | {\displaystyle {\ce {H4P2O7}}}            | Pyrofosforzuur                       |
| {\displaystyle {\ce {H4O10Si2Zn4}}} | {\displaystyle {\ce {Zn2Si2O7(OH)2.H2O}}} | Hemimorfiet                          |

## H4P
| Brutoformule                 | Gewone formule               | Naam                                                            |
| ---------------------------- | ---------------------------- | --------------------------------------------------------------- |
| {\displaystyle {\ce {H4P2}}} | {\displaystyle {\ce {P2H4}}} | Difosfaan ~ als biocide geur van ~ ontstaan van Fosfine naast ~ |

## H4Si
| Brutoformule                 | Gewone formule               | Naam                                      |
| ---------------------------- | ---------------------------- | ----------------------------------------- |
| {\displaystyle {\ce {H4Si}}} | {\displaystyle {\ce {SiH4}}} | Silaan ~ reactie met wolfraamhexafluoride |

## H4Sn
| Brutoformule                 | Gewone formule               | Naam     |
| ---------------------------- | ---------------------------- | -------- |
| {\displaystyle {\ce {H4Sn}}} | {\displaystyle {\ce {SnH4}}} | Stannaan |